# Brasserie Amos
Pour les articles homonymes, voir Amos.
La brasserie Amos est une ancienne brasserie lorraine installée à Metz en Moselle. Fondée en 1868, elle est fermée en 1993.
La marque appartient aujourd'hui au groupe allemand Karlsbräu (Karlsberg). La production de la bière Amos est désormais issue de la brasserie Licorne.

## Histoire

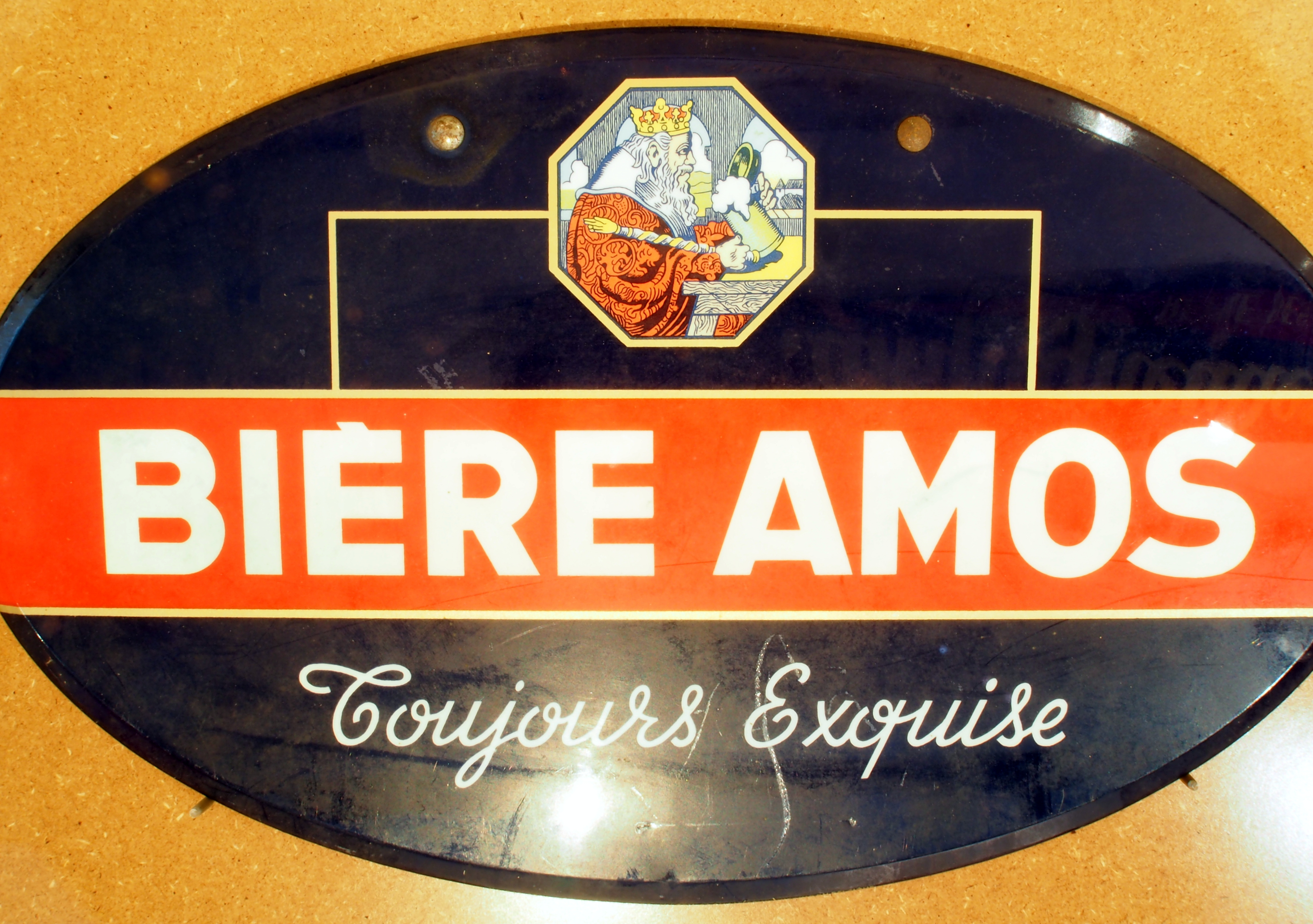
Plaque émaillée Amos.

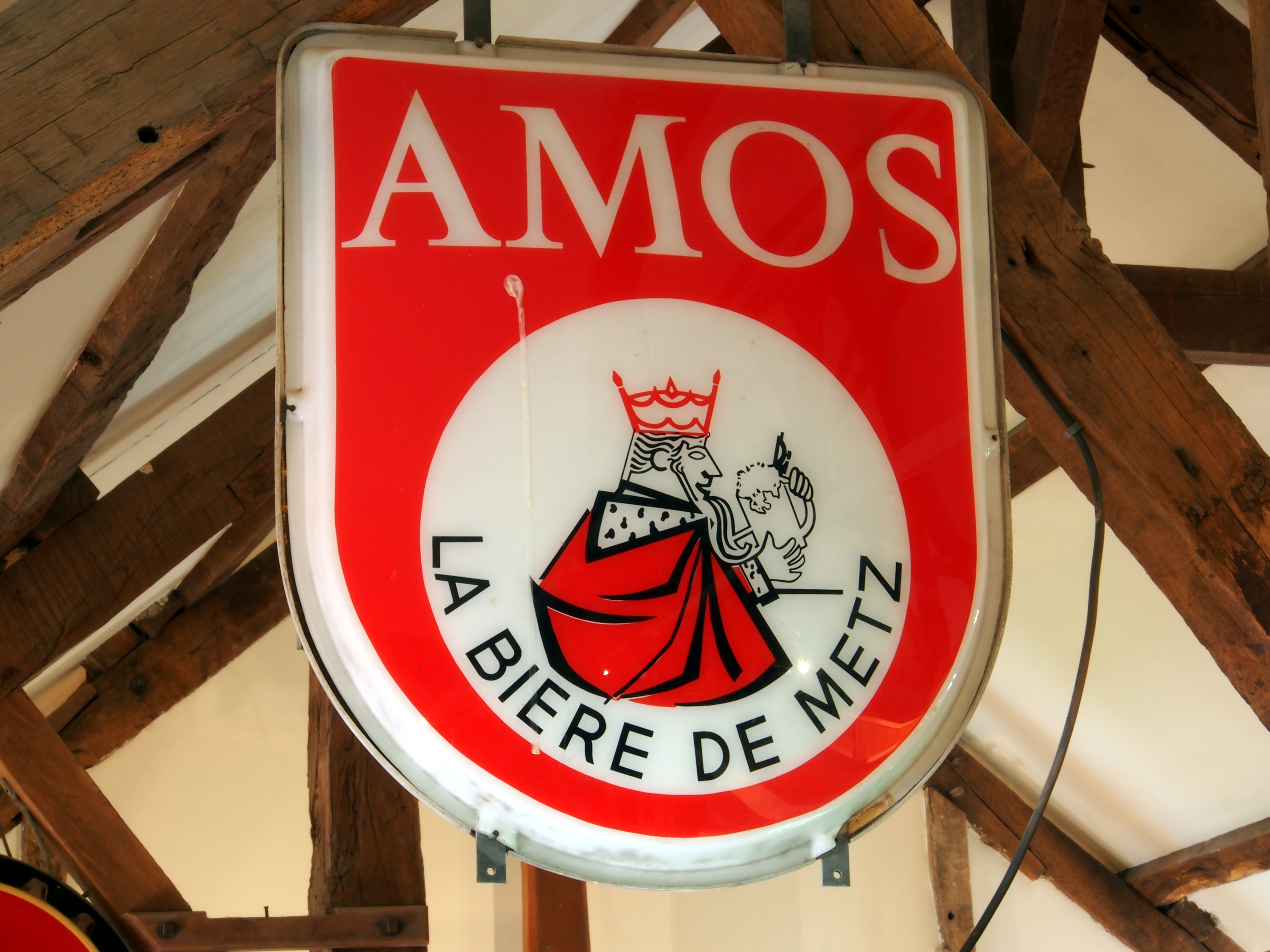
Enseigne Amos.

La brasserie Amos est fondée le 1er octobre 1868 à Metz par Gustave Amos, protestant luthérien originaire de Wasselonne. Elle est construite à l’angle des rues Holandre-Piquemal et Belle-Isle dans le quartier des Îles.
En 1874 elle est transférée dans l'ancien grand quartier du Sablon, (aujourd'hui la partie qui accueillait la brasserie est intégrée au quartier Nouvelle-Ville ou Sainte-Thérèse), principalement côté nord de la rue Mangin, sur un terrain en friche de 23 000 m2, afin de pouvoir augmenter sa capacité de production.
En 1905, elle est transformée en société par actions. À cette époque, elle brasse 70 000 hectolitres pour être la troisième brasserie de Moselle.
En 1910, Gustave Amos est mortellement blessé, écrasé par un fiacre, devant la porte de sa brasserie. Son fils, également prénommé Gustave, lui succède. Avec une production de 70 000 hectolitres, la Brasserie Amos est alors la troisième brasserie de Moselle.
En 1920, Jean Amos, le frère de Gustave, reprend les rênes de l’usine familiale.
En 1949, c'est au tour de Robert Frantz et de son frère Alfred, petits-fils du fondateur Gustave Amos, de prendre la direction de la brasserie.
Leur succèdent en 1959 un autre petit-fils de Gustave Amos, Paul Amos jusqu’en 1962.
Puis c’est l’arrière-petit-fils, Gérard Frantz en 1962, un fils d’Alfred Frantz.
Un siècle après son ouverture, la brasserie tourne à plein régime avec ses 200 ouvriers et 20 millions de litres de bière Amos consommés en France.
En 1988, la brasserie produit 230 000 hectolitres. La diversification est forte, mais les perspectives d’évolution sont minces. Gérard Frantz s’appuie sur la bonne situation de l’entreprise pour négocier la reprise de la brasserie. En décembre 1988, il vend la brasserie au groupe allemand Karlsberg (Karlsbräu) de Hombourg, les conditions de reclassement du personnel étant jugées satisfaisantes. La brasserie messine arrête définitivement le brassage et l’enfûtage le 31 octobre 1993.

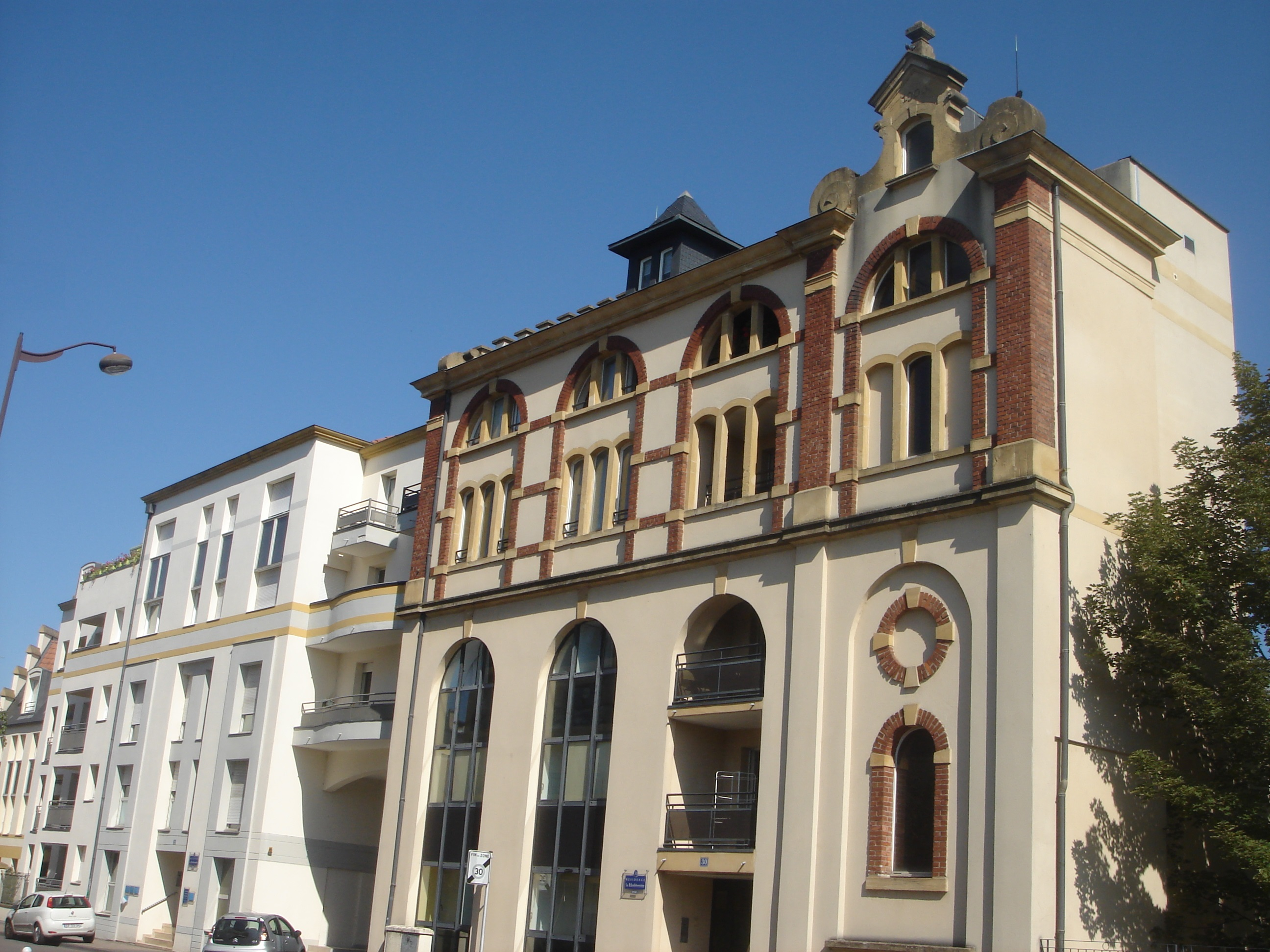
Quartier Amos, rue Mangin, bâtiment (no 28) + bâtiment (no 30).

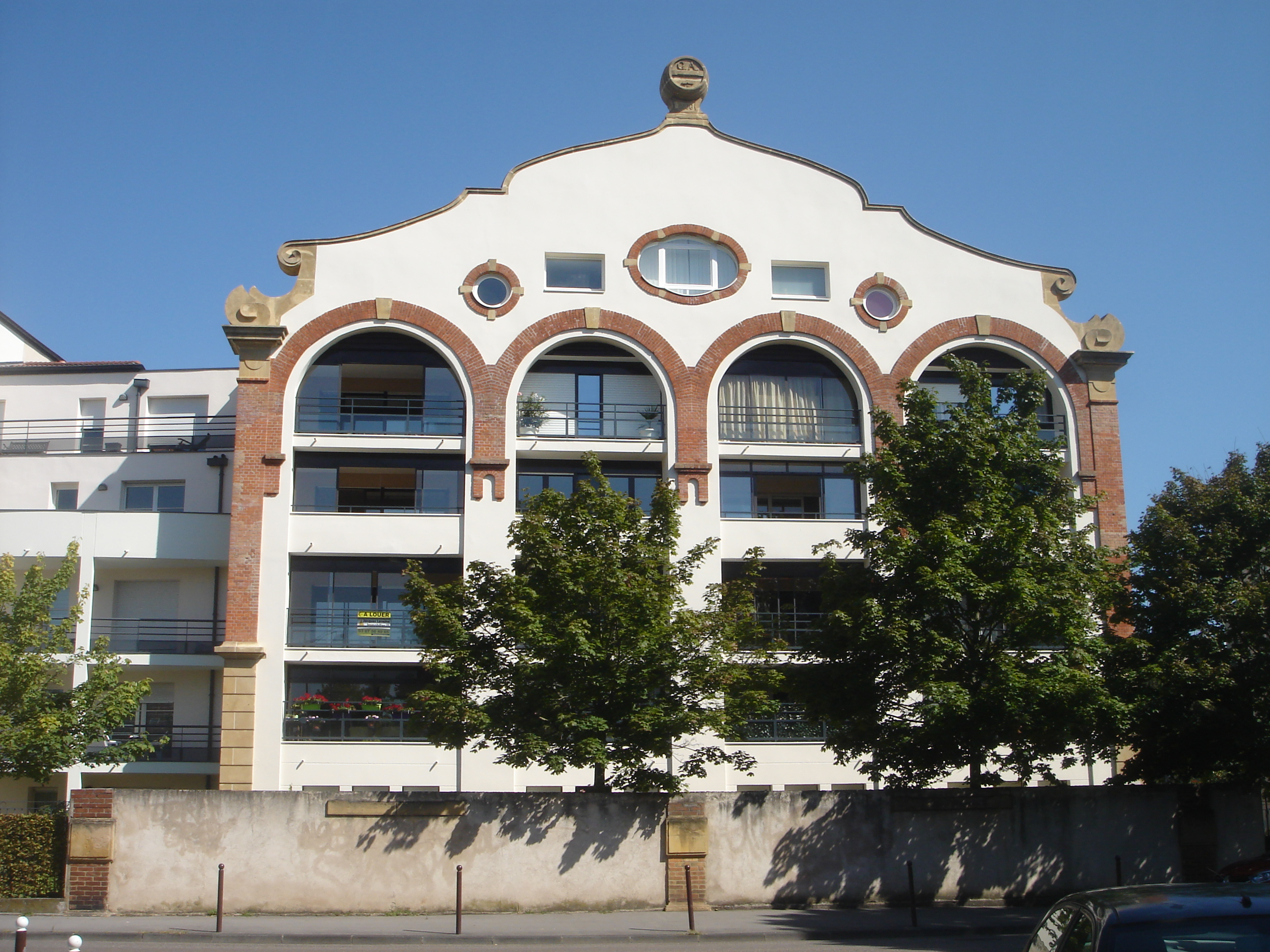
Quartier Amos, rue Mangin, façade bâtiment (no 36).

En 1998, l'ancienne brasserie a laissé la place à trois ensembles d'immeubles résidentiels, entre la rue du 20e Corps Américain et la rue Saint-Jean, dont deux immeubles style « 1900 » qui ont été réhabilités, la majestueuse façade surplombée d'un tonneau en pierre a également été conservée seule (elle habille une des nouvelles résidences), ainsi que la base de deux murs mitoyens avec une partie de la rue Mangin et des colonnes ornementales de l'ancien mur mitoyen avec une partie de la rue Saint-Jean. L'atelier d'embouteillage et sa cour, entre les rues Mangin, de la Marne, Daubrée, Bamberger, ont été démolis, laissant un terrain en friche pendant environ un an, à la suite de quoi, un grand square du même nom, « le square du Chanoine Martin », a été construit durant l'année 2000. La galerie tôlée blanche qui traversait la rue Mangin en hauteur et qui protégeait les tuyaux d'amenée de la bière, avait également été démontée. L'ancien manoir Amos avec son annexe, sa cour périphérique et ses grands arbres, jadis lieu de résidence de la famille et bureaux, à l'angle des rues Mangin et de la Marne, est toujours présent, ses façades en briquettes orangées et pierre de calcaire sont ornées de bas-reliefs et de statues, la toiture en ardoise noire est très pentue, ce manoir appartient désormais à des mandataires judiciaires. Le pont voisin au-dessus des voies ferrées, au bout de la rue Mangin, a été renommé de « pont Saint-Clément » à « pont Amos ». Accessoirement le petit quartier entourant l'ancienne brasserie est usuellement toujours appelé le quartier Amos.
La bière Amos continue d’être produite par la brasserie Licorne (appartenant au groupe Karlsberg) située à Saverne dans le Bas-Rhin.
Sur le logo de la bière Amos apparait Gambrinus, le roi de la bière.

### Production annuelle
| Années | Hectolitres |
| ------ | ----------- |
| 1881   | 22 000      |
| 1900   | 30 000      |
| 1904   | 65 000      |
| 1914   | 70 000      |
| 1916   | 21 000      |
| 1928   | 160 000     |
| 1929   | 180 000     |
| 1930   | 185 000     |
| 1983   | 180 000     |
| 1989   | 230 000     |

## Bières brassées par la Brasserie Amos

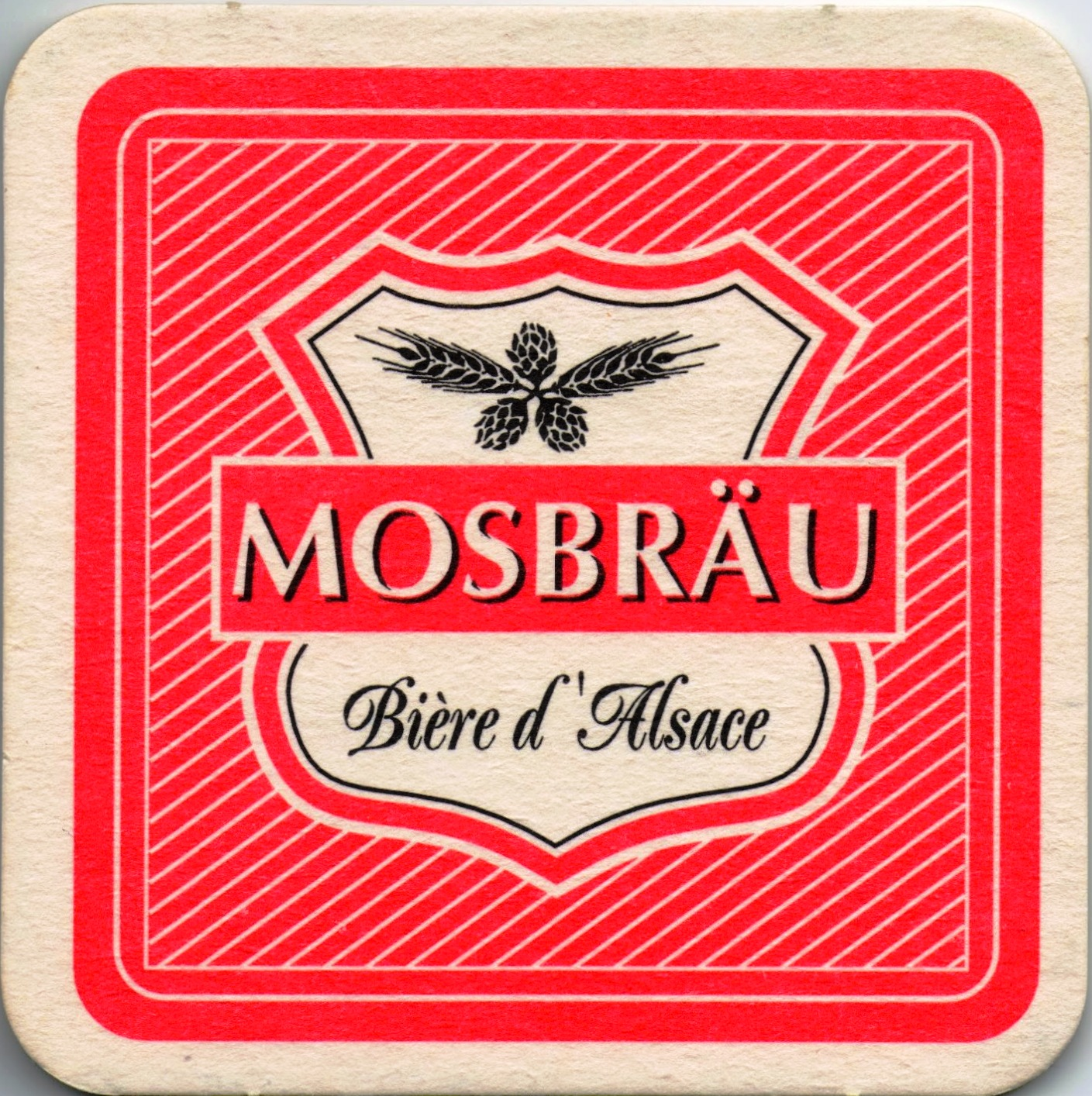
Sous-bock de la bière Mosbräu.

- Ackel Bier
- Amertime
- Amos
- Amos spéciale Urtyp
- Bière Corso
- Duc luxe
- Fock Beer
- Hansberg
- Kolblan
- Look up forum
- Metzbräu
- Mosbräu
- Mosel Bier
- Prima Bock
- Special Bock